# 静岡鉄道静岡市内線

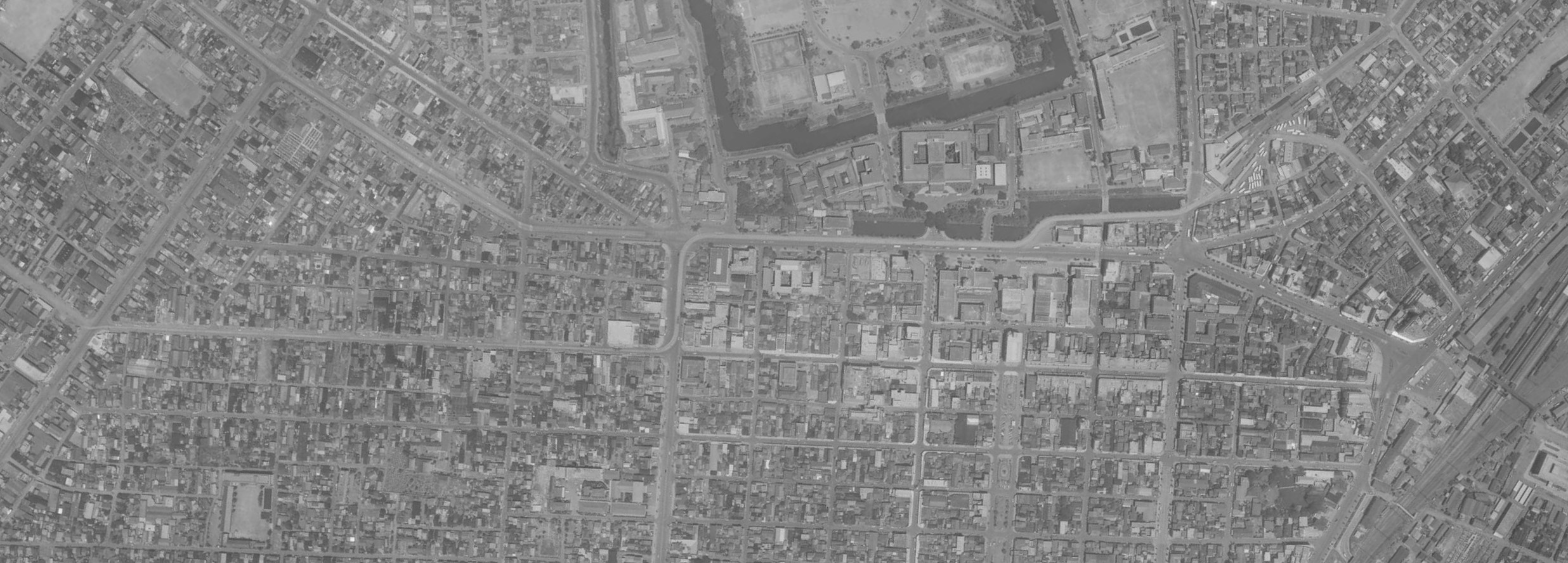
現役時代の静岡市内線
静岡駅前（右）から新静岡駅（右上）を通り、お堀端の端（中央付近）で隣の通りに折れ、安西（左）へ至っている

静岡市内線（しずおかしないせん）は、かつて静岡県静岡市内で運行されていた、静岡鉄道の軌道路線（路面電車）である。
もともとは静岡電気鉄道によって静岡清水線の一部として、1922年に静岡駅前 - 鷹匠町（現在の新静岡）間が開業。その後、順次延伸し、1929年には静岡駅前 - 安西間が全通した。かつては安西から鷹匠町より静岡清水線経由で清水相生町（現在の新清水）を経て清水市内線の港橋までの系統と静岡駅前 - 鷹匠町間の系統で運行されており、静鉄成立後も現在の静岡清水線区間を地方鉄道に変更後、翌1946年に分離するまで三線を総じて「静岡線」と称していた。1962年に廃止された。

## 路線データ
路線廃止時点のもの。
- 路線距離：2.0km
- 軌間：1067mm
- 電化区間：全線（直流600V）

## 歴史
- 1922年（大正11年）6月28日：静岡電気鉄道により静岡駅前 - 鷹匠町間が開業。
- 1925年（大正14年）8月5日：鷹匠町 - 中町間が開業。
- 1926年（昭和元年）12月29日：呉服町 - 安西間が開業。
- 1929年（昭和4年）4月1日：中町 - 呉服町間が開業し全通。
- 1943年（昭和18年）5月15日：静岡電気鉄道が藤相鉄道・中遠鉄道などと戦時統合し、静岡鉄道となる。
- 1945年（昭和20年）12月1日：静岡清水線が地方鉄道法による鉄道に変更され、法規上分離される。
- 1946年（昭和21年）
  - 3月21日：呉服町 - 安西間休止。
  - 12月27日：静岡清水線との直通運転を廃止。静岡駅前 - 呉服町間のみの運行となる。
- 1949年（昭和24年）7月10日：呉服町 - 安西間再開。
- 1962年（昭和37年）9月15日：全線廃止。

## 停留場一覧
全停留場が静岡県静岡市（現在の葵区内）に所在。
静岡駅前停留場 - 新静岡駅 - 県庁前停留場 - 中町停留場 - 呉服町停留場 - 金座町停留場 - 茶町停留場 - 安西停留場

## 接続路線
- 静岡駅前停留場：国鉄東海道本線（静岡駅）
- 新静岡駅：静岡鉄道静岡清水線

## 車両
廃止時点のもの。
- モハ51 - 53 : 1925年日本車輌製、清水市内線から転入
- モハ55 - 59 : 1929年日本車輌製、旧番号モハ70 - 74、4輪単車からボギー車に改造

51 - 53は静岡市内線廃止時に車体のみ個人・幼稚園に売却。55 - 59は清水市内線に転属し、うち56、57の2両は同線廃止まで使用された。